# Eutelia flaviluna
Eutelia flaviluna là một loài bướm đêm trong họ Noctuidae.